# Die Sprache der Boote
Die Sprache der Boote (Skipamál) ist ein isländisches Märchen.

## Handlung
Ein Mann, der die Sprache der Boote verstand, kam einst an die See, wo er ihrem Knarren lauschte, das auch bei Windstille und wenn sie an Land liegen zu hören ist. Eins der Boote sagte zu einem anderen, dass sie nun lange zusammen waren, sich am nächsten Morgen aber trennen müssen, woraufhin das andere meinte, dass das nach so langer Zeit nicht sein dürfe und sie besser gemeinsam untergehen sollten. Das Erstere erwiderte, dass das aber nicht geschehen wird, da der Bootsführer des anderen Bootes morgen auslaufen wird, sodass es zurückbleiben muss und sie nie wieder beieinander liegen werden. Da sagte das andere Boot, das es sich aber nicht bewegen werde, weil das nicht geschehen dürfe, doch das erste Boot erwiderte, dass es sich bewegen werden müsse und dies ihre letzte gemeinsame Nacht sein wird. Allein wollte das andere Boot aber nicht fortgehen, dem das erstere Boot entgegengesetzte, dass es trotzdem dazu kommen wird, was von dem anderen Boot aber nicht akzeptiert wurde, nur der Teufel hätte es dazu bewegen können.
Am nächsten Morgen war das Wetter schlecht, weshalb nur ein einziger Bootsführer hinausfahren wollte. Er befahl seiner Mannschaft das andere Boot ins Wasser zu schieben, doch es wollte sich nicht bewegen. Da wurden noch mehr Leute gerufen, um mit anzupacken, was jedoch nichts nutzte und so sollten alle, die da waren, mithelfen das Boot ins Wasser zu schieben, doch die Anstrengungen blieben ohne Erfolg. Der Bootsführer rief daraufhin laut „Schiebt das Boot hinein, in Teufels Namen!“ und sogleich glitt es in die See. Von ihm und den Leuten darauf aber, hat nie wieder jemand etwas gesehen.

## Hintergrund
Das Märchen wurde in Jón Árnasons Werk Íslenzkar Pyóðsögur og Ævintýri. Ný útgáfa. (Reykjavík 1954–1961) veröffentlicht und erhielt im Deutschen den Titel Die Sprache der Boote. Der Bertelsmann Verlag veröffentlichte es in seinem Buch Isländische Märchen der Reihe Märchen europäischer Völker unter dem Titel Die sprechenden Schiffe.